# Bundesstraße 38a
Pour les articles homonymes, voir Route 38A.
La Bundesstraße 38a est une Bundesstraße du Land de Bade-Wurtemberg.

## Géographie
La B 38a commence à l'entrée de Mannheim-Feudenheim et se dirige vers le sud, où elle traverse le Neckar et les voies du chemin de fer de l'Oberrheinische Eisenbahn-Gesellschaft sur le pont Carlo-Schmid, avant de passer l'aéroport de Mannheim et le Maimarkt. Elle passe ensuite sous l'A 656 à l'échangeur autoroutier de Mannheim-Neckarau, qui est aménagée en nœud autoroutier. Elle passe ensuite devant la SAP Arena avant de traverser la gare de triage de Mannheim au moyen d'une structure de pont surélevée. Enfin, elle se termine au sud-est de Mannheim par une connexion à la B 36. Un prolongement mène tout droit en direction de la centrale électrique de Mannheim jusqu'au bac d'Altrip à Mannheim ou au Rheinauhafen. Pour la B 38a, le péage poids lourds s'applique sur l'ensemble du parcours.

## Histoire
Après le développement du trafic dans les années 1960, il y a une grande distance entre les ponts du Neckar dans le centre-ville et le pont du Neckar dans le quartier de Mannheim-Seckenheim loin à l'est ou la Bundesautobahn 6. L'écart devait être comblé par un nouveau pont, qui devait faire partie d'un anneau autoroutier de taille moyenne autour de Mannheim, afin de soulager le centre-ville de la circulation en tangente.
La B 38a est construite en sections à partir des années 1970 en tant que voie rapide de type autoroutier. Fin 1983, le tronçon de 2,3 km de long entre la gare de triage et Casterfeldstraße (B 36) est ouvert à la circulation, et en 1992, la connexion sans jonction avec la B 36 est ouverte.
Le périphérique, au sud-ouest le prolongement sur le Rhin jusqu'à la Bundesstraße 9 et au nord sur la Bundesstraße 38 jusqu'à la Bundesautobahn 659, n'est pas réalisé. La commune d'Altrip sur la rive gauche du Rhin et les défenseurs de la nature se sont opposés avec véhémence à la construction de la fermeture de la brèche. La ville de Ludwigshafen n'a pas non plus activement soutenu l'itinéraire. L'extension nord initialement prévue à travers la zone de protection du paysage "Feudenheimer Au" en direction de la B 38 et de l'A 659 est également hors de discussion depuis des années.